# Birken-Gürtelpuppenspanner
Der Birken-Gürtelpuppenspanner (Cyclophora albipunctata), auch Weißer Ringfleckspanner genannt, ist ein Schmetterling (Nachtfalter) aus der Familie der Spanner (Geometridae).

## Merkmale
Die Falter erreichen eine Flügelspannweite von 23 bis 27 mm; die zweite Generation ist etwas kleiner und hat oft nur 20 mm Spannweite. Der Apex der Vorderflügel ist leicht zugespitzt, die Mitte des Außenrandes der Hinterflügel leicht geschwänzt. Die Grundfarbe ist meist weißlich, weißlichgrau bis hellbraun. Bei manchen Exemplaren kann der Mittelschatten leicht rötlich überstäubt sein. Die Zeichnung ist sehr variabel. Innere und äußere Querlinie sind fast immer in Punktreihen aufgelöst oder können auch fast verloschen sein. Die Punkte stehen zum Kostalrand meist etwas dichter, der Kostalrand kann in der wurzelwärtigen Hälfte dunkel überstäubt sein. Der Mittelschatten ist manchmal recht deutlich als breite Mittelbinde entwickelt, er kann aber auch fast völlig fehlen. Saumflecke sind fast immer entwickelt, im Saumfeld sind manchmal mehr oder weniger deutliche, meist ineinanderfließende, etwas dunklere Flecke vorhanden. Die Diskalflecke sind als dunkle, weiß gekernte Ringe entwickelt. Sie können auch leicht elliptisch sein oder auch zu einfachen, leicht rötlichen Flecken reduziert sein. Die Diskalflecke der Vorderflügel sind häufig braunrot umrandet, wenn vorhanden, die Diskalflecke der Hinterflügel sind dagegen meist schwarz.
Das Ei ist längsoval, die Oberfläche ist durch längsgewundene Rippen in kleine Zellen unterteilt. Es ist nach der Eiablage zunächst grünlichweiß und wird später gelbgrau mit roten Flecken.
Die Farbe der Raupen ist fast schon extrem variabel; es kommen grüne, braune, graue und graubraune Raupen vor, die zudem oft noch eine Zeichnung aufweisen. Die Segmente sind immer deutlich eingeschnürt, Segmente und/oder Einschnürungen können sich farblich deutlich abheben. Der Kopf ist meist deutlich anders gefärbt als der Körper. Häufig zeigt die Kopfoberseite zwei, meist hellere Längsstreifen.
Die Puppe ist grün, wenn sich die Raupe an grünen Blättern verpuppt und wird braun, wenn die Blätter im Herbst abfallen. Findet die Verpuppung bereits auf trockenem Laub statt, ist die Puppe sogleich braun. Sie ist relativ schlank mit schwarzen Flügelscheiden und leicht abgeflacht. Auf dem Rücken sind vier Reihen schwarzer Punkte entwickelt. Das Vorderende ist in zwei Spitzen ausgezogen, der Kremaster läuft relativ spitz aus. Am Ende sitzen sechs kräftige, gekrümmte Borsten.

## Geographische Verbreitung und Habitat
Die Verbreitung der Art ist gemäßigt-paläarktisch. Die Südgrenze verläuft nördlich der Alpen und auf dieser Höhe von dort weiter nach Westen an die französische Atlantikküste und die Britischen Inseln. Im Osten reicht die Verbreitung bis an den Pazifischen Ozean. Südlich der Nordalpenlinie kommt die Art noch in einigen höher gelegenen Gebieten und Gebirgen vor. So in den Pyrenäen, dem französischen Zentralmassiv, den Südalpen, den nördlichen Dinariden, in den West- und Nordkarpaten, in der Nordtürkei und im Kaukasus. Im Norden reicht das Verbreitungsgebiet bis an den Polarkreis. Im Fernen Osten wird allerdings die Nominatunterart durch die Unterart Cyclophora albipunctata griseolata Staudinger, 1897 ersetzt.
Die Art bevorzugt gemäßigte Breiten und kommt dort von der Ebene bis in etwa 800 m Höhe vor. In den Südalpen und den Pyrenäen steigt sie bis auf 1500 m an. Sie lebt in feuchten Wäldern, Mooren, Heidelandschaften, Buschland, aber auch in Gärten, in denen Birken (Betula spp.), die Nahrungspflanzen der Raupen, vorkommen.

## Phänologie und Lebensweise
Die Art ist gewöhnlich bivoltin, d. h., sie bildet zwei Generationen im Jahr aus. Die Falter fliegen von Mitte April bis Anfang Juni und dann wieder von Mitte Juni bis Ende August. Diese Angaben können sich aber je nach klimatischen Bedingungen jeweils nach vorne oder nach hinten verschieben. In Süddeutschland und in den Südalpen können im September/Oktober die Falter einer unvollständigen dritten Generation erscheinen. Im Norden des Verbreitungsgebietes wird dagegen nur eine Generation gebildet. Die Falter sind dämmerungs- und nachtaktiv. Tagsüber ruhen sie an den Stämmen von Birken, selten auch von anderen Bäumen. Sie werden von künstlichen Lichtquellen angelockt und können auch geködert werden. Die Falter wurden an Greiskräutern (Senecio) und Kratzdisteln (Cirsium) beobachtet, wie sie Nektar aus den Blüten saugten.
Die Raupen ernähren sich quasi monophag von Birken (Betula), je nach Region von der Hänge-Birke (Betula pendula), Zwerg-Birke (Betula nana) und/oder der Moorbirke (Betula pubescens). Sehr selten werden auch Eichen (Quercus), Erlen (Alnus) und Buchen (Fagus) als Nahrungspflanzen genannt. Möglicherweise beziehen sich diese Angaben jedoch auf Nahrungspflanzen, die bei der Zucht verwendet wurden und nicht auf Nahrungspflanzen in der freien Natur. Die Raupen verpuppen sich in den Bäumen, die Puppe wird an die Blätter angeheftet. Sie fällt mit dem Laubfall im Herbst zu Boden. Die Puppe überwintert.

## Systematik
Die Art wurde 1767 von Johann Siegfried Hufnagel unter dem Namen Phalaena albipunctata erstmals wissenschaftlich beschrieben. Aufgrund der großen Variabilität in Grundfarbe und Zeichnung wurde die Art unter weiteren zehn Namen beschrieben. Ein Name wird als Unterartname akzeptiert. Derzeit wird die Art lediglich in zwei Unterarten untergliedert: in die Nominatunterart Cyclophoa albipunctata albipunctata und Cyclophora albipunctata griseolata Staudinger, 1897. Letztere ersetzt die Nominatunterart im Fernen Osten von etwa Kamtschatka bis nach Korea.

## Gefährdung
Die Art ist in Deutschland relativ häufig und gilt als nicht gefährdet.